# إقليم الريف
إقليم الريف (بالإسبانية: Territorio del Rif)‏، هو أحد المناطق الإدارية الخمسة، التي تم وفقها تقسيم منطقة الريف الإسباني، و كانت عاصمته مدينة بيا سانخورخو (التي أصبحت لاحقا الحسيمة)، بين 1935 و1943. كانت اسم الإقليم بين 1935 و1943 هو جهة الريف، قبل أن يغير إلى الإقليم، انطلاقا من سنة 1943. كان يحده من جهة الشرق، إقليم كرت و من جهة الغرب، إقليم الشاون (أو شفشاون).

حسب التقسيم الإداري السياسي الإسباني، أثناء الحماية، كان الإقليم مقسما إلى قبائل (بالإسبانية: Cabilas)‏، على رأس كل واحدة قائد مخزني، يعينه خليفة السلطان المغربي في منطقة الحماية الإسبانية (التي كانت تسمى بالمنطقة الخليفية)، إضافة إلى قائد عسكري إسباني.

بعد استقلال المغرب، استمر التقسيم الإداري للإقليم متواجدا، إلى غاية إنشاء إقليم الحسيمة سنة 1967.

## تقسيم الإقليم

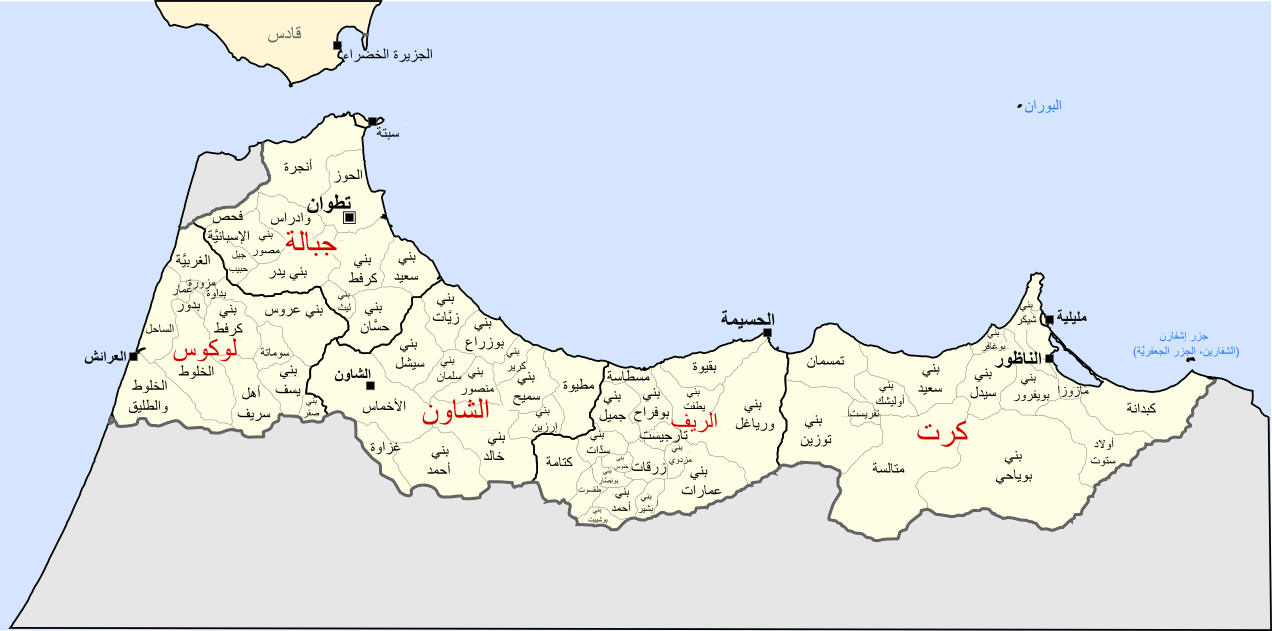
التقسيم الإداري لمنطقة الحماية الإسبانية في المغرب (1912-1956)، حسب القبائل

كان الإقليم مقسما إلى 18 قبيلة:
- مسطاسة
- بني جميل
- بني سدات
- كتامة
- بني بوفراح
- تارجيست
- زرقات
- بني خنوس
- بني بونصار
- تاغزوت
- بني بوشيبت
- بني أحمد
- بني بشير
- بني عمارت
- بني مزدوي
- بني ورياغل
- بني يطفت
- بقيوة